# Muraniberg
Muraniberg ist eine Streusiedlung im Norden der Gemeinde Althofen im Bezirk Sankt Veit an der Glan. Die Ortschaft hat 10 Einwohner (Stand 1. Jänner 2025).

## Namenkundliches
Die Bezeichnung Muraniberg entwickelte sich im 18. Jahrhundert aus der Bezeichnung Bränig, die sich wiederum wohl von slowenisch brdo ableitet, wodurch der Ortsname Anwohner am Hügel / Hang bedeuten würde.

## Geschichte
1467 wurde Muraniberg als Bränigh erstmals urkundlich erwähnt. Entstanden sein dürfte die Ansiedlung binnen weniger Jahrzehnte zu Beginn des 13. Jahrhunderts im Zuge der sogenannten Binnenkolonisation Kärntens.
Das heutige Muraniberg ist eigentlich das ehemalige Untermuraniberg, das seit 1873 Teil der Gemeinde Althofen ist. Obermuraniberg ging im Laufe des 19. Jahrhunderts im Ort Guttaringberg auf und bildet heute dessen westlichen Teil.

## Bevölkerungsentwicklung
Der Franziszeische Kataster überliefert die Anzahl der Häuser für Muraniberg von 1829. Seit der Volkszählung von 1869 liegen für Muraniberg Einwohnerzahlen in Abständen von typischerweise zehn Jahren vor.
| Jahr | Einwohnerzahl | Häuser |
| ---- | ------------- | ------ |
| 1829 |               | 9      |
| 1869 | 80            | 13     |
| 1880 | 82            |        |
| 1890 | 59            |        |
| 1900 | 65            | 8      |
| 1910 | 49            | 9      |
| 1923 | 47            | 9      |
| 1951 | 36            | 3      |
| 1961 | 31            | 3      |
| 1971 | 28            | 4      |
| 1981 | 21            | 4      |
| 1991 | 17            | 4      |
| 2001 | 10            | 4      |
| 2011 | 11            | 4      |
| 2021 | 9             | 4      |